# دهستان کرون علیا
دهستان کرون علیا، یکی از دهستان‌های بخش کرون شهرستان تیران و کرون در استان اصفهان ایران است. مرکز دهستان کرون علیا شهر عسگران می‌باشد.
دهستان کرون علیا شامل شهر عسگران و روستاهایی همچون: دره بید، گنهران، کرد سفلی، کرد علیا، دولت اباد، تقی آباد، قلعه ناظر، چشمه احمد رضا، حسن آباد علیا، آبگرم، الور (alvar)، علی اباد و دوتو می‌باشد

## مناطق دیدنی
دو امامزاده نیز در این دهستان قرار دارند چشمه مرغاب در نزدیکی عسگران و قلعه ناظر و ابشار (اوسر) در روستای کرد علیا از مناظر دیدنی این دهستان  می‌باشند و قشنگترین آنها شیر سفید در روستای دولت آباد کرون میباشد که بسیار دیدنی است...